# Velika nagrada Monze 1930
Velika nagrada Monze 1930 je bila osemnajsta neprvenstvena dirka v sezoni Velikih nagrad 1930. Odvijala se je 7. septembra 1930 na italijanskem dirkališču Autodromo Nazionale Monza. Iz štirih voženj po štirinajst krogov in repasaža se je sedemnajst dirkačev uvrstilo v finale, kjer so dirkači vozili petintrideset krogov. 

## Prijavljeni dirkači

### Pod 1100 cm³
| Št. | Dirkač             | Moštvo                    | Konstruktor | Šasija       | Motor  |
| --- | ------------------ | ------------------------- | ----------- | ------------ | ------ |
| 58  | ?                  | ?                         | Amilcar     | ?            | 1.1    |
| 60  | Umberto Klinger    | Privatnik                 | Maserati    | Maserati 26C | 1.1 L8 |
| 62  | Mario Moradei      | Privatnik                 | Salmson     | ?            | 1.1    |
| 64  | Gerhard Macher     | Privatnik                 | DKW         | DKW RWD      | 1.0 L4 |
| 66  | Luigi Premoli      | Privatnik                 | Salmson     | ?            | 1.1 L8 |
| 68  | ?                  | ?                         | Amilcar     | ?            | 1.1    |
| 70  | Abele Clerici      | Privatnik                 | Salmson     | ?            | 1.1    |
| 72  | Hans Simons        | Privatnik                 | DKW         | DKW FWD      | 1.0 L4 |
| 74  | Albino Pratesi     | Privatnik                 | Salmson     | ?            | 1.1    |
| 76  | Emilio Romano      | Privatnik                 | Bugatti     | Bugatti T36  | 1.1 L8 |
| 78  | Victor Marret      | Privatnik                 | Salmson     | ?            | 1.1    |
| 80  | Alfiero Maserati   | Officine Alfieri Maserati | Maserati    | Maserati 26C | 1.1 L8 |
| 82  | Aldo Gerardi       | Privatnik                 | Amilcar     | ?            | 1.1    |
| 84  | Ruggiero Bisighin  | Filippo Ardizzone         | Maserati    | Maserati 26C | 1.1 L8 |
| 86  | Luigi Platé        | Privatnik                 | Lombard     | ?            | 1.1    |
| 88  | Emile Dourel       | Privatnik                 | Amilcar     | Amilcar CO   | 1.1 L6 |
| 90  | Martinatti         | Privatnik                 | Salmson     | ?            | 1.1    |
| 92  | Piero Bucci        | Privatnik                 | Lombard     | ?            | 1.1    |
| 94  | Francesco Matrullo | Privatnik                 | Amilcar     | ?            | 1.1 L6 |
| 96  | Louis Decaroli     | Privatnik                 | Salmson     | ?            | 1.1    |
| 98  | José Scaron        | Privatnik                 | Amilcar     | Amilcar MCO  | 1.1 L6 |
| 100 | Sergio Carnevali   | Privatnik                 | Rally       | ?            | 1.1    |
| 102 | Luciano Uboldi     | Privatnik                 | Lombard     | ?            | 1.1    |
| 104 | Dini               | Privatnik                 | Amilcar     | ?            | 1.1    |
| 106 | Rolly              | Privatnik                 | Derby       | ?            | 1.1    |
| 108 | Ipsale             | Privatnik                 | Derby       | ?            | 1.1    |
| 110 | Ruggiero Bisighin  | Privatnik                 | Amilcar     | ?            | 1.1    |

### 1500—2000 cm³
| Št. | Dirkač                      | Moštvo              | Konstruktor | Šasija       | Motor  |
| --- | --------------------------- | ------------------- | ----------- | ------------ | ------ |
| 2   | Raffaelli Toti              | Privatnik           | Maserati    | Maserati 26  | 2.0 L8 |
| 4   | Arrigo Sartorio             | Privatnik           | Maserati    | Maserati 26B | 1.7 L8 |
| 6   | Antonio Brivio              | Scuderia Materassi  | Talbot      | Talbot 700   | 1.5 L8 |
| 8   | Avattaneo                   | Privatnik           | Bugatti     | Bugatti T35C | 2.0 L8 |
| 10  | Carlo Pedrazzini            | Privatnik           | Maserati    | Maserati 26B | 1.5 L8 |
| 11  | Philippe Étancelin          | Privatnik           | Bugatti     | Bugatti T35C | 2.0 L8 |
| 12  | Clemente Biondetti          | Scuderia Materassi  | Talbot      | Talbot 700   | 1.5 L8 |
| 14  | Giovanni Tabacci            | Privatnik           | Bugatti     | Bugatti T35C | 2.0 L8 |
| 16  | Heinrich Joachim von Morgen | German Bugatti Team | Bugatti     | Bugatti T35C | 2.0 L8 |
| 18  | Max Fourny                  | Privatnik           | Bugatti     | Bugatti T35C | 2.0 L8 |
| 20  | Giovanni Minozzi            | Privatnik           | Bugatti     | Bugatti T35C | 2.0 L8 |

### 2000—3000 cm³
| Št. | Dirkač                      | Moštvo                    | Konstruktor | Šasija        | Motor  |
| --- | --------------------------- | ------------------------- | ----------- | ------------- | ------ |
| 22  | Marcel Lehoux               | Privatnik                 | Bugatti     | Bugatti T35B  | 2.3 L8 |
| 24  | Philippe Étancelin          | Privatnik                 | Bugatti     | Bugatti T35C  | 2.0 L8 |
| 26  | Achille Varzi               | Officine Alfieri Maserati | Maserati    | Maserati 26M  | 2.5 L8 |
| 28  | Ernst Günther Burggaller    | German Bugatti Team       | Bugatti     | Bugatti T35B  | 2.3 L8 |
| 30  | Luigi Arcangeli             | Officine Alfieri Maserati | Maserati    | Maserati 26M  | 2.5 L8 |
| 32  | Tazio Nuvolari              | Scuderia Ferrari          | Alfa Romeo  | Alfa Romeo P2 | 2.0 L8 |
| 34  | Luigi Fagioli               | Officine Alfieri Maserati | Maserati    | Maserati 26M  | 2.5 L8 |
| 36  | Mario Dafarra               | Privatnik                 | Bugatti     | Bugatti T35B  | 2.3 L8 |
| 38  | Ugo Stefanelli              | Privatnik                 | Bugatti     | Bugatti T35B  | 2.3 L8 |
| 40  | Heinrich Joachim von Morgen | German Bugatti Team       | Bugatti     | Bugatti T35B  | 2.3 L8 |
| 42  | Baconin Borzacchini         | Scuderia Ferrari          | Alfa Romeo  | Alfa Romeo P2 | 2.0 L8 |
| 44  | Heinz Ipse                  | Privatnik                 | Bugatti     | Bugatti T35   | 2.0 L8 |
| 46  | Giuseppe Campari            | Scuderia Ferrari          | Alfa Romeo  | Alfa Romeo P2 | 2.0 L8 |

### Nad 3000 cm³
| Št. | Dirkač            | Moštvo                    | Konstruktor   | Šasija            | Motor   |
| --- | ----------------- | ------------------------- | ------------- | ----------------- | ------- |
| 48  | Ernesto Maserati  | Officine Alfieri Maserati | Maserati      | Maserati V4       | 4.0 2x8 |
| 50  | Babe Stapp        | Privatnik                 | Duesenberg    | Duesenberg A      | 4.2 L8  |
| 52  | Rudolf Caracciola | Daimler-Benz AG           | Mercedes-Benz | Mercedes-Benz SSK | 7.1 L6  |
| 54  | Federico Caflisch | Privatnik                 | Mercedes-Benz | Mercedes-Benz SS  | 7.1 L6  |
| 56  | Amedeo Ruggeri    | Privatnik                 | Itala         | ?                 | 4.7 L4  |

## Finale
Štartna vrsta
| Nuvolari Alfa Romeo      |                      |
| Caflisch Mercedes-Benz   |                      |
|                          | Campari Alfa Romeo   |
|                          | Minozzi Bugatti      |
|                          | Stapp Duesenberg     |
|                          |                      |
| Caracciola Mercedes-Benz |                      |
| Varzi Maserati           |                      |
|                          | E. Maserati Maserati |
|                          | Arcangeli Maserati   |
|                          | Pedrazzini Maserati  |
|                          |                      |
| A                        |                      |
| A                        |                      |
|                          | A                    |
|                          | von Morgen Bugatti   |
|                          | A                    |
|                          |                      |

^A  — Philippe Étancelin (Bugatti), Luigi Fagioli (Maserati), Baconin Borzacchini (Alfa Romeo) in José Scaron (Amilcar) so štartali iz zadnje štartne vrste, toda ni znane iz katerih štartnih mest.
| Poz | Št | Dirkač                      | Dirkalnik         | Krogi | Čas/Odstop   | Št. m. |
| --- | -- | --------------------------- | ----------------- | ----- | ------------ | ------ |
| 1   | 26 | Achille Varzi               | Maserati 26M      | 35    | 1:35:46,2    | 7      |
| 2   | 30 | Luigi Arcangeli             | Maserati 26M      | 35    | +0,2 s       | 9      |
| 3   | 48 | Ernesto Maserati            | Maserati V4       | 35    | +24,2 s      | 8      |
| 4   | 20 | Giovanni Minozzi            | Bugatti T35C      | 35    | +3:37,0      | 4      |
| 5   | 34 | Luigi Fagioli               | Maserati 26M      | 35    | +3:37,4      | ?      |
| 6   | 11 | Philippe Étancelin          | Bugatti T35C      | 35    | +4:03,6      | ?      |
| 7   | 52 | Rudolf Caracciola           | Mercedes-Benz SSK | 35    | +7:13,8      | 6      |
| 8   | 50 | Babe Stapp                  | Duesenberg A      | 34    | +1 krog      | 5      |
| 9   | 54 | Federico Caflisch           | Mercedes-Benz SS  | 33    | +2 kroga     | 2      |
| 10  | 98 | José Scaron                 | Amilcar MCO       | 32    | +3 krogi     | ?      |
| Ods | 10 | Carlo Pedrazzini            | Maserati 26B      | 18    | Odpadlo kolo | 10     |
| Ods | 16 | Heinrich Joachim von Morgen | Bugatti T35C      | 10    | Gume         | 14     |
| Ods | 42 | Baconin Borzacchini         | Alfa Romeo P2     | 8     | Gume         | ?      |
| Ods | 32 | Tazio Nuvolari              | Alfa Romeo P2     | 7     | Gume         | 1      |
| Ods | 46 | Giuseppe Campari            | Alfa Romeo P2     | 7     | Gume         | 3      |
| DNS | 66 | Luigi Premoli               | Salmson           |       | Umik         |        |

- Najboljši štartni položaj: Tazio Nuvolari
- Najhitrejši krog: Achille Varzi 2:30,0

## Pred-dirke
Odebeljeni dirkači so se uvrstili v finale.

### Pred-dirka 1 (1500—2000 cm³)
Štartna vrsta
| Sartorio · Maserati |                     |
| Brivio Talbot       |                     |
|                     | Avattaneo · Bugatti |
|                     | Pedrazzini Maserati |
|                     | Étancelin Bugatti   |
|                     |                     |
| Biondetti Talbot    |                     |
| Tabacci · Bugatti   |                     |
|                     | von Morgen Bugatti  |
|                     | Fourny Bugatti      |
|                     | Minozzi Bugatti     |
|                     |                     |

| Poz | Št | Dirkač                      | Dirkalnik    | Krogi | Čas/Odstop | Št. m. |
| --- | -- | --------------------------- | ------------ | ----- | ---------- | ------ |
| 1   | 11 | Philippe Étancelin          | Bugatti T35C | 14    | 38:30.0    | 5      |
| 2   | 16 | Heinrich Joachim von Morgen | Bugatti T35C | 14    | +2.2       | 8      |
| 3   | 20 | Giovanni Minozzi            | Bugatti T35C | 14    | +31.2      | 10     |
| 4   | 10 | Carlo Pedrazzini            | Maserati 26B | 14    | +57.2      | 4      |
| 5   | 12 | Clemente Biondetti          | Talbot 700   | 14    | +1:47.4    | 6      |
| 6   | 4  | Arrigo Sartorio             | Maserati 26B | 14    | +2:08.6    | 1      |
| 7   | 18 | Max Fourny                  | Bugatti T35C | 14    | +2:10.2    | 9      |
| 8   | 11 | Avattaneo                   | Bugatti T35C | 14    | +2:16.8    | 3      |
| Ods | 14 | Giovanni Tabacci            | Bugatti T35C | 12    |            | 7      |
| Ods | 6  | Antonio Brivio              | Talbot 700   | 10    |            | 2      |
| DNA | 2  | Raffaelli Toti              | Maserati 26  |       |            |        |

- Najboljši štartni položaj: Arrigo Sartorio (žreb)
- Najhitrejši krog: Carlo Pedrazzini 2:41,6

### Pred-dirka 2 (2000—3000 cm³)
Štartna vrsta
| Lehoux Bugatti    |                        |
| Varzi Maserati    |                        |
|                   | Burggaller Bugatti     |
|                   | Arcangeli Maserati     |
|                   | Nuvolari Alfa Romeo    |
|                   |                        |
| Fagioli Maserati  |                        |
| Dafarra · Bugatti |                        |
|                   | Stefanelli · Bugatti   |
|                   | Borzacchini Alfa Romeo |
|                   | Campari Alfa Romeo     |
|                   |                        |

| Poz | Št | Dirkač                   | Dirkalnik     | Krogi | Čas/Odstop | Št. m. |
| --- | -- | ------------------------ | ------------- | ----- | ---------- | ------ |
| 1   | 30 | Luigi Arcangeli          | Maserati 26M  | 14    | 36:36,2    | 4      |
| 2   | 42 | Baconin Borzacchini      | Alfa Romeo P2 | 14    | +43,4 s    | 9      |
| 3   | 34 | Luigi Fagioli            | Maserati 26M  | 14    | +1:03,2    | 6      |
| 4   | 26 | Achille Varzi            | Maserati 26M  | 14    | +1:29,6    | 2      |
| 5   | 32 | Tazio Nuvolari           | Alfa Romeo P2 | 14    | +1:43,2    | 5      |
| 6   | 36 | Mario Dafarra            | Bugatti T35B  | 14    | +3:33,8    | 7      |
| 7   | 22 | Marcel Lehoux            | Bugatti T35B  | 14    | +3:42,2    | 1      |
| 8   | 46 | Giuseppe Campari         | Alfa Romeo P2 | 14    | +6:02,0    | 10     |
| Ods | 28 | Ernst Günther Burggaller | Bugatti T35B  | 1     | Motor      | 3      |
| Ods | 38 | Ugo Stefanelli           | Bugatti T35B  | 0     |            | 8      |
| DNA | 44 | Heinz Ipse               | Bugatti T35   |       |            |        |

- Najboljši štartni položaj: Marcel Lehoux (žreb)
- Najhitrejši krog: Luigi Arcangeli 2:29,3

### Pred-dirka 3 (nad 3000 cm³)
Štartna vrsta
| E. Maserati Maserati |                          |
| Stapp Duesenberg     |                          |
|                      | Caracciola Mercedes-Benz |
|                      | Caflisch Mercedes-Benz   |
|                      | Ruggeri Itala            |
|                      |                          |

| Poz | Št | Dirkač            | Dirkalnik         | Krogi | Čas/Odstop | Št. m. |
| --- | -- | ----------------- | ----------------- | ----- | ---------- | ------ |
| 1   | 48 | Ernesto Maserati  | Maserati V4       | 14    | 39:25,4    | 1      |
| 2   | 52 | Rudolf Caracciola | Mercedes-Benz SSK | 14    | +24,0 s    | 3      |
| 3   | 50 | Babe Stapp        | Duesenberg A      | 14    | +1:40,4    | 2      |
| 4   | 54 | Federico Caflisch | Mercedes-Benz SS  | 14    | +3:54,4    | 4      |
| 5   | 56 | Amedeo Ruggeri    | Itala             | 14    | +4:14,6    | 5      |

- Najboljši štartni položaj: Ernesto Maserati (žreb)
- Najhitrejši krog: Ernesto Maserati 2:41,4

### Repasaž
Štartna vrsta
| Sartorio · Maserati |                     |
| Lehoux Bugatti      |                     |
|                     | Nuvolari Alfa Romeo |
|                     | Dafarra · Bugatti   |
|                     | Campari Alfa Romeo  |
|                     |                     |

| Poz | Št | Dirkač           | Dirkalnik     | Krogi | Čas/Odstop | Št. m. |
| --- | -- | ---------------- | ------------- | ----- | ---------- | ------ |
| 1   | 32 | Tazio Nuvolari   | Alfa Romeo P2 | 7     | 20:01,0    | 3      |
| 2   | 46 | Giuseppe Campari | Alfa Romeo P2 | 7     | +0,4 s     | 5      |
| 3   | 4  | Arrigo Sartorio  | Maserati 26B  | 7     | +3,6 s     | 1      |
| 4   | 36 | Mario Dafarra    | Bugatti T35B  | 7     | +2:41,0    | 4      |
| Ods | 22 | Marcel Lehoux    | Bugatti T35B  | 3     | Trčenje    | 2      |

- Najboljši štartni položaj: Arrigo Sartorio (žreb)
- Najhitrejši krog: Tazio Nuvolari 2:40,0

### Pred-dirka 4 (do 1200 cm³)
Štartna vrsta
| Klinger Maserati |                      |
| Macher DKW       |                      |
|                  | Premoli Salmson      |
|                  | Clerici Salmson      |
|                  | Simons DKW           |
|                  |                      |
| Pratesi Salmson  |                      |
| Romano Bugatti   |                      |
|                  | A. Maserati Maserati |
|                  | Gerardi Amilcar      |
|                  | Bisighin · Maserati  |
|                  |                      |
| Platé Lombard    |                      |
| Dourel Amilcar   |                      |
|                  | Bucci Lombard        |
|                  | Decaroli Salmson     |
|                  | Scaron Amilcar       |
|                  |                      |
| Carnevali Rally  |                      |

| Poz | Št  | Dirkač             | Dirkalnik    | Krogi | Čas/Odstop | Št. m. |
| --- | --- | ------------------ | ------------ | ----- | ---------- | ------ |
| 1   | 66  | Luigi Premoli      | Salmson      | 14    | 43:37,0    | 3      |
| 2   | 98  | José Scaron        | Amilcar MCO  | 14    | +5,4 s     | 15     |
| 3   | 60  | Umberto Klinger    | Maserati 26C | 14    | +2:17,6    | 1      |
| 4   | 80  | Alfiero Maserati   | Maserati 26C | 14    | +2:27,0    | 8      |
| 5   | 88  | Emile Dourel       | Amilcar CO   | 14    | +2:32,6    | 12     |
| 6   | 70  | Abele Clerici      | Salmson      | 14    | +4:49,6    | 4      |
| 7   | 86  | Luigi Platé        | Lombard      | 14    | +5:14,0    | 11     |
| 8   | 72  | Hans Simons        | DKW FWD      | 14    | +6:26,2    | 5      |
| 9   | 64  | Gerhard Macher     | DKW RWD      | 14    | +6:41,4    | 2      |
| 10  | 82  | Aldo Gerardi       | Amilcar      | 14    | +8:30,2    | 9      |
| Ods | 74  | Albino Pratesi     | Salmson      | 13    |            | 6      |
| Ods | 96  | Louis Decaroli     | Salmson      | 13    |            | 14     |
| Ods | 84  | Ruggiero Bisighin  | Maserati 26C | 11    |            | 10     |
| Ods | 76  | Emilio Romano      | Bugatti T36  | 10    |            | 7      |
| Ods | 92  | Piero Bucci        | Lombard      | 3     |            | 13     |
| Ods | 100 | Sergio Carnevali   | Rally        | 3     |            | 16     |
| DNA | 58  | ?                  | Amilcar      |       |            |        |
| DNA | 62  | Mario Moradei      | Salmson      |       |            |        |
| DNA | 68  | ?                  | Amilcar      |       |            |        |
| DNA | 78  | Victor Marret      | Salmson      |       |            |        |
| DNA | 90  | Martinatti         | Salmson      |       |            |        |
| DNA | 94  | Francesco Matrullo | Amilcar      |       |            |        |
| DNA | 102 | Luciano Uboldi     | Lombard      |       |            |        |
| DNA | 104 | Dini               | Amilcar      |       |            |        |
| DNA | 106 | Rolly              | Derby        |       |            |        |
| DNA | 108 | Ipsale             | Derby        |       |            |        |

- Najboljši štartni položaj: Umberto Klinger
- Najhitrejši krog: Luigi Premoli 3:04,2